# Трофимов, Лев Владимирович
Лев Влади́мирович Трофи́мов (6 января 1885, Моршанск, Тамбовская губерния, Российская империя — 31 октября 1958, Москва, СССР) — советский библиотековед, библиотечный деятель и преподаватель, профессор.

## Биография
Родился 6 января 1885 года в Моршанске. В 1906 году поступил на физико-математический факультет МГУ, который он окончил в 1911 году.
В 1918 году был принят на работу в ЦГБ Моршанска в качестве директора.
В 1920 году был призван в Красную Армию в связи с Гражданской войной в РСФСР и служил на Южном фронте в качестве полкового культработника, а в 1921 году заведовал губернской библиотечной секцией в Николаеве.
С 1922 по 1925 год работал в должности заместителя заведующего библиотекой Народного комиссариата иностранных дел в Москве.
Был членом исследовательской комиссии Института библиотековедения ГБЛ, участвовал в составлении библиотечных нормативных документов, подготовке научных конференций.
В 1925—1934 годах был учёным секретарём Фундаментальной библиотеки Комакадемии. В 1925—1940 годах работал научным сотрудником Института библиотековедения и рекомендательной библиографии.
В 1930—1940 годах заведовал кафедрой в Московском государственном библиотечном институте. Преподавал библиотековедение в МГБИ и на Высших библиотечных курсах.
С 1940 года заведовал сектором научной систематизации литературы в Фундаментальной библиотеке общественных наук АН СССР. В Великую Отечественную войну был руководителем ташкентского филиала ФБОН, созданного для обслуживания сотрудников эвакуированных академических институтов.
Занимался проблемами методики каталогизации, построением общегосударственной системы сводных каталогов, подготовкой «Единых правил по описанию произведений печати для библиотечных каталогов», вёл работу по совершенствованию предметного каталога ФБОН, содействовал внедрению зарубежного библиотечного опыта. Руководил выпуском каталога «Новая иностранная книга в библиотеках Академии наук СССР и академий наук союзных республик».
Награждён Орденом Трудового Красного Знамени и Орденом Ленина (1953).
Скончался 31 октября 1958 года в Москве. Похоронен на Введенском кладбище (12 уч.).

## Научные работы
Основные научные работы посвящены библиотековедению. Автор ряда научных работ.
Изучал опыт работы зарубежного библиотековедения, а также занимался содействием его внедрению.

Хотя ему и не удалось издать фолианты своих трудов, он, страстный поборник передовых идей в области организации библиотечного дела, информатики, библиографии, создал множество немонографических произведений: статьи в рефераты, доклады и справки, уставы и положения, инструкции на проектные задания, сводные каталоги и единые правила. Они давно и верно работают на библиотековедение.

По ним училось и будет учиться не одно поколение библиотекарей, постигая методику и организацию библиотечного дела, не подозревая, что их прародителем был Трофимов. — В. Булыгин. К 90-летию со дня рождения Л. В. Трофимова // Журнал «Библиотекарь», 1974